# Бер Іван Михайлович
Іван Михайлович Бер (січень 1763 / січень 1764, Ромни, Полтавської губернії — 29 січня 1842, Кашира) — російський лікар, німецького походження.

## Походження та навчання
Син ризького уродженця, згодом купця міста Ромни, Михайла Георгійовича Бера (Georg Siegmund Bahr).
Навчаючись в юності «коштом свого батька», вивчився читанню і письму «російською, німецькою, французькою… і дещо латинською».
6 вересня 1783 року приїхав до Москви «для пошуку до визначення собі місця» з Ромен.

## Початок лікарської діяльності
6 жовтня 1783 року поступив на службу в «Московську Генеральну Сухопутну Гошпиталь» волонтером.
29 травня 1787 року пройшов публічний третний іспит, в ході якого «на запропоновані запитання відповідав доброчесно».
5 червня 1787 року по проходження іспиту був удостоєний ступеня лікар «…з роздільною здатністю в Російській імперії організувати вільну медикохірургічну практику».
«До визначення свого у місті Єфремов мав повсякчасне своє місцеперебування в Каширському повіті, відзначився своєю поведінкою, а також і майстерним лікуванням заслужив до себе загальну довіру».
28 серпня 1800 року призначений у Тульську губернію у місто Єфремов лікарем.
31 травня 1801 року повернутий до Кашири на ту ж посаду на прохання місцевого дворянства особистим імператорським указом. Річна зарплата становила 250 рублів.
У жовтні 1802 року каширське дворянство установило Беру заохочувальний атестат за порятунок повіту від епідемії натуральної віспи (проводив щеплення коров'ячої віспи, яке запобігало натуральній, поміщикам та їхнім кріпакам по селах).
У лютому 1803 року Каширський предводитель дворянства Лихарьов направив рапорт про заохочення Бера: «За поширення щеплення запобіжної віспи і старанне виконання своїх посадових обов'язків, схвалене вищим начальством, отримав нагородження від пана міністра внутрішніх справ графа Кочубея 150 рублів» (під час знаменитої Медичної експедиції міністра внутрішніх справ графа Кочубея у 1798—1804 роках).
28 серпня 1806 року за вислугою узаконених років переведений у штаб-лікарі.
У 1807 році згадується в матеріалах про міліцію тульського архіву як «Каширський штаб-лікар Беръ».

У 1811 році у ревізькій казці по 6-й ревізії з Тульської казенної палати Іван Михайлович Бер вказаний як «Каширський штатс-лікар. Місто Кашира». Маєтки за ним не зазначено.
У 1812 році лікував у влаштованому тимчасовому лазареті власними медикаментами всіх хворих Тульського військового ополчення, піхотного і Кінно-козачого полків, що перебували під командуванням генерал-майора Міллера, так само і проходили тоді через Каширу у великій кількості різного звання військових чинів і боровся з епідеміями хвороб, що прогресували в тому 1812 і 1814 роках, як в містах Каширі, так і в повіті.
3 лютого 1814 року:
По засвідченню місцевого начальства при старанному користуванні без усякої плати власними медикаментами протягом одинадцяти років Каширської штатної команди і за прищеплення запобіжної віспи отримав монарше благовоління.
23 травня 1817 року за бездоганну вислугу узаконеного строку за поданням вищого начальства переведений у колезькі асесори.
26 жовтня 1817 року за поданими ним доказами переведений з сімейством (синами Миколою, Борисом та Дмитром) у дворянське звання із занесенням в III частину Тульської Дворянської Родовідної Книги (дворянство, що отримує за громадянську службу; справа № 132 на нього як на дворянина заведена в Тульському Дворянському депутатському зібранні).

8 жовтня 1817 року з приводу власності написав:
Маєток за мною числиться рухоме і нерухоме за нинішньої 7-ї ревізії куплене у передмісті Кашира мужеска 7 женска 7, та  у каширській окрузі в сільці Дробине мужеска 3 женска 2 разом мужеска 10 женска статі 9 душ… за малолітніми дітьми моїми спадкове після покійної дружини моєї… рухоме і нерухоме в ньому ж сільці Дробине мужеска 19 женска статі 2 душі з пашенной і непашенной землею, що належала оному сільцю.
30 квітня 1820 року нагороджений орденом Святої Анни III ступеня «за ревність і старанність на службі».
20 травня 1824 року переведений у надвірні радники «зі старшинством з грудня 1821 року».

У 1825 році Російський медичний список згадав його як штатс-лікаря в ранзі надвірного радника, повітовий лікар міста Кашира Тульської губернії (Тульської лікарської управи); кавалера Ордена Святої Анни III ступеня.
З нагоди квартирування 25-го Єгерського полку, за відсутністю полкового лікаря, лікував з 16 вересня 1826 по 24 квітня 1827 року хворих цього полку, штаб- і обер-офіцерів і нижніх чинів, за гідне ставлення до хворих і вправну працю має від командувачів оним полком з виявленням подяки атестати. За продовження такої служби лікував різного звання хворих людей, які перебували в Каширському тюремному замку, власними медикаментами, не вимагаючи за них ні від кого жодної плати.
3 червня 1828 року на прохання через хворобу звільнений від служби.
У 1829 році його піклуванням (а також піклуванням протоієрея Олексія Преображенського і церковного старости Гавриїла Прозорова) була побудована трапезна Успенського Кафедрального собору Кашира («на суму, заповідану Іваном Михайловським у 1807 році»).

## Державна служба
30 вересня 1829 року призначений у Каширське повітове казначейство скарбником.
30 листопада 1829 року «перейменований у 7-й клас».
17 грудня 1829 року Всемилостивіше нагороджений орденом Святого Рівноапостольного Володимира IV ступеня «у воздаяніє ревної і старанної служби, яка продовжувалась 35 років у класах безпорочно».
22 серпня 1830 року «за вислугою у класних чинах більше 25 років всемилостивіше нагороджений відзнакою відмінної служби за 25 років».
22 серпня 1832 року «на зміну колишнього Всемилостивіше нагороджений відзнакою відмінної служби за 30 років».
31 грудня 1832 року переведений у колезькі радники.
У 1834 році Адреса-календар, як і раніше, згадує його як підскарбія Земського суду міста Кашири, 7-го класу [Надвірний радник]. Кавалер Ордена св. Володимира IV ступеня і св. Анни III ступеня.
З 20 червня 1837 до 1838 року займався будівництвом нової будівлі храму — Успенського собору Кашири. «Будівництвом раніше займався Іван Михайлович Бер, і його працями храм був побудований начорно за два літа, так що до 1838 року був зведений під покрівлю».

## Галерея

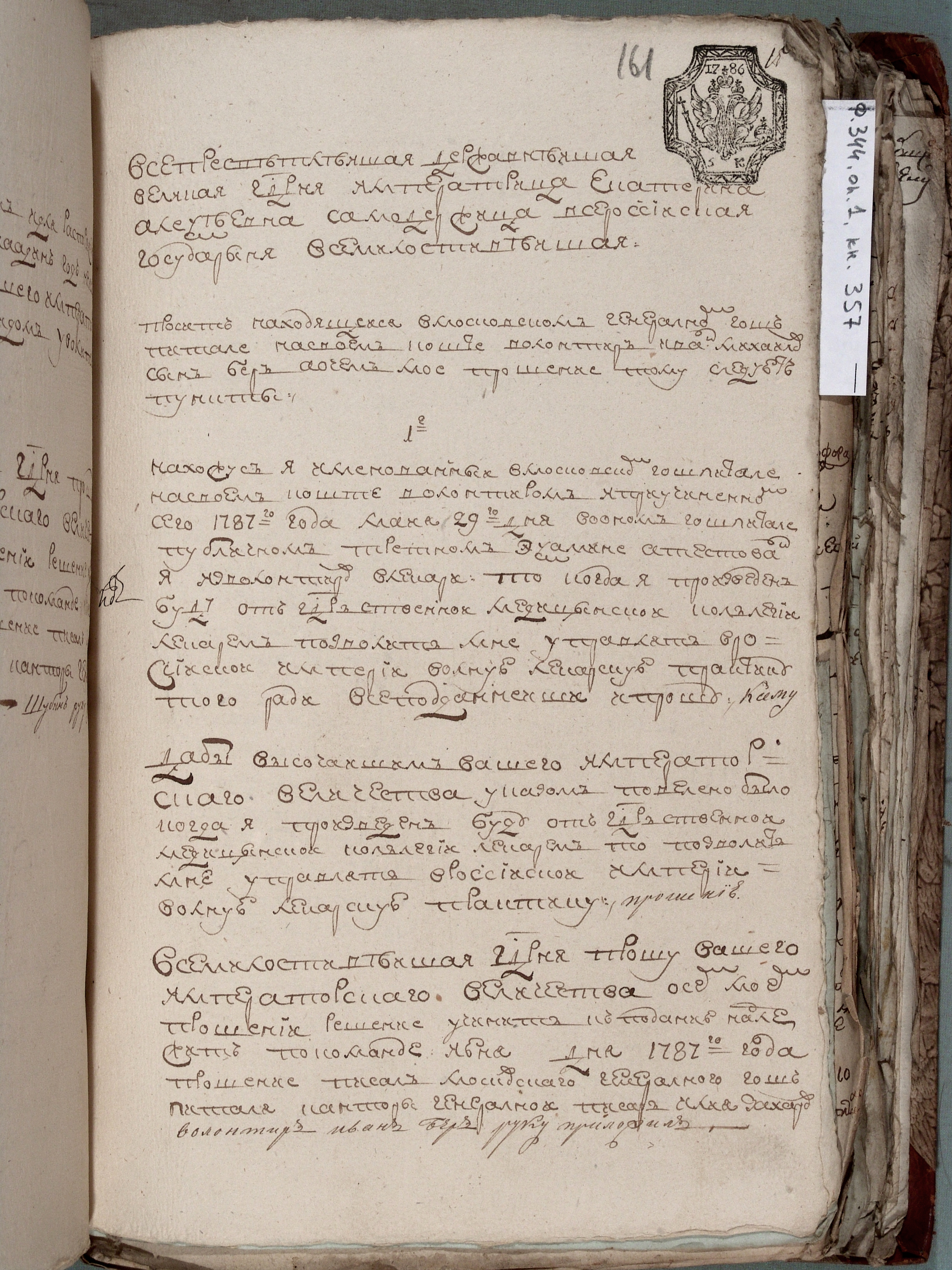